# Le Rêve d'Yvonne
Pour plus de détails, voir Fiche technique et Distribution.
Le Rêve d'Yvonne est un film muet français réalisé par Georges Denola, sorti en 1916.

## Fiche technique
- Titre : Le Rêve d'Yvonne
- Réalisation : Georges Denola
- Scénario : Daniel Riche
- Photographie :
- Montage :
- Société de production : Société cinématographique des auteurs et gens de lettres (S.C.A.G.L.)
- Société de distribution : Pathé frères
- Pays de production :  France
- Langue : français
- Métrage : 650 mètres
- Format : Noir et blanc — 35 mm — 1,33:1 — Muet
- Genre : Film dramatique
- Durée : 22 minutes
- Dates de sortie : 
  - France : 4 février 1916

## Distribution
- Lise Laurent